# Пустите детей приходить ко Мне (картина)
«Пустите детей приходить ко Мне» — картина голландского мастера XVII века, написанная маслом и изображающая благословение детей Иисусом. В 2014 году была выставлена на торги кёльнского аукционного дома Lempertz как работа неизвестного мастера «золотого века Нидерландов». В 2018 году голландский арт-дилер Ян Сикс заявил о том, что картина является произведением молодого Рембрандта ван Рейна, написанным в середине 1620-х годов.

## Описание
На картине изображено благословение Иисуса, описанное в трёх синоптических Евангелиях. Иисус Христос, сидящий справа на переднем плане, одет в пурпурного цвета одежду и смотрит в небо, откуда луч света освещает часть сцены с ним и детьми. На коленях перед Иисусом и справа от него, лицом к нему, стоят две матери, с которыми — в частично отреставрированной версии картины — находятся шесть детей разного возраста, от младенцев до десятилетних детей. С левого края картины в полумраке стоит человек в великолепном халате и тюрбане. За группой с Иисусом, матерями и детьми стоят одиннадцать фигур. Большинство из них — пожилые мужчины, которые наблюдают за происходящим и, видимо, комментируют его. Среди этих фигур самое верхнее изображение, расположенное между колонной и аркой у верхнего края картины, представляет собой изображение молодого человека, который был идентифицирован как автопортрет Рембрандта. Перед аркой, между жестикулирующим бородатым стариком в красном колпаке и молодой женщиной в платке, находится небольшое изображение лица пожилой женщины в платке. Эта женщина очень похожа на портреты, которые молодой Рембрандт писал со своей матери, Нельтген Виллемсд ван Зюйтбрук. Через арочный проем видно небо с силуэтом здания с башней.

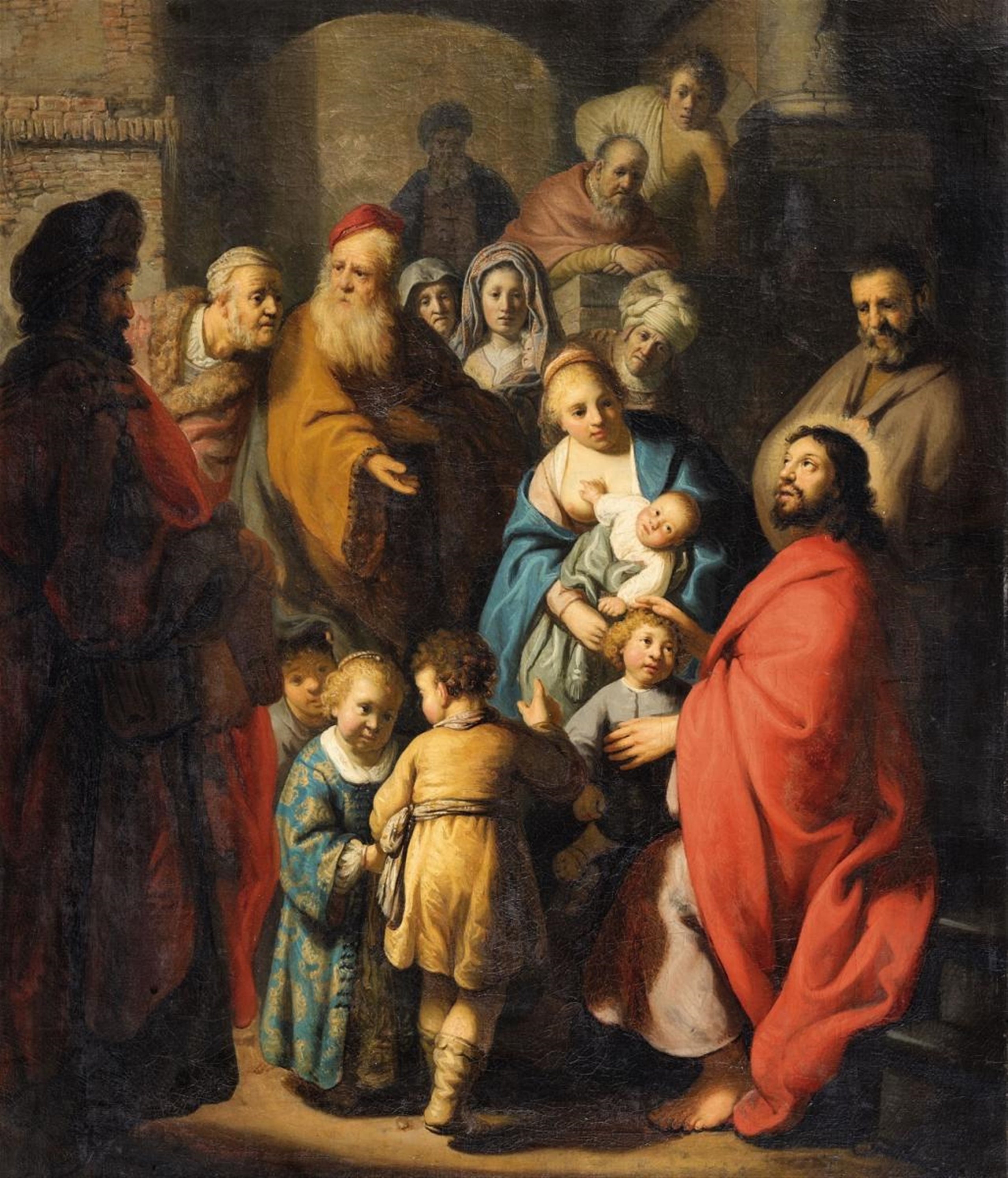
Состояние картины в 2014 г.оду, на аукционе

На момент обнаружения картина была сильно перекрашена и производила впечатление пастиша.[1] Иисус был одет в красную мантию, а черты его лица и прическа были адаптированы к вкусу того времени. Мать, стоящая на коленях перед Иисусом, лицо ребенка, в остальном полностью скрытое, и трое мужчин на заднем плане были полностью закрашены; на их месте стоял совершенно другой человек. Арочный проём был закрашен так, что создавалось впечатление, что он закрыт кирпичной кладкой. Старший мальчик, стоящий перед Иисусом на переднем плане, первоначально был обнажен; его полностью закрасили, изобразив фигуру мальчика, одетого в бежевого цвета халат и сапоги. В аукционном доме Lempertz картина была помечена как удвоенная. До сих пор неясно, была ли картина первоначально написана на дереве и лишь позднее перенесена на холст.

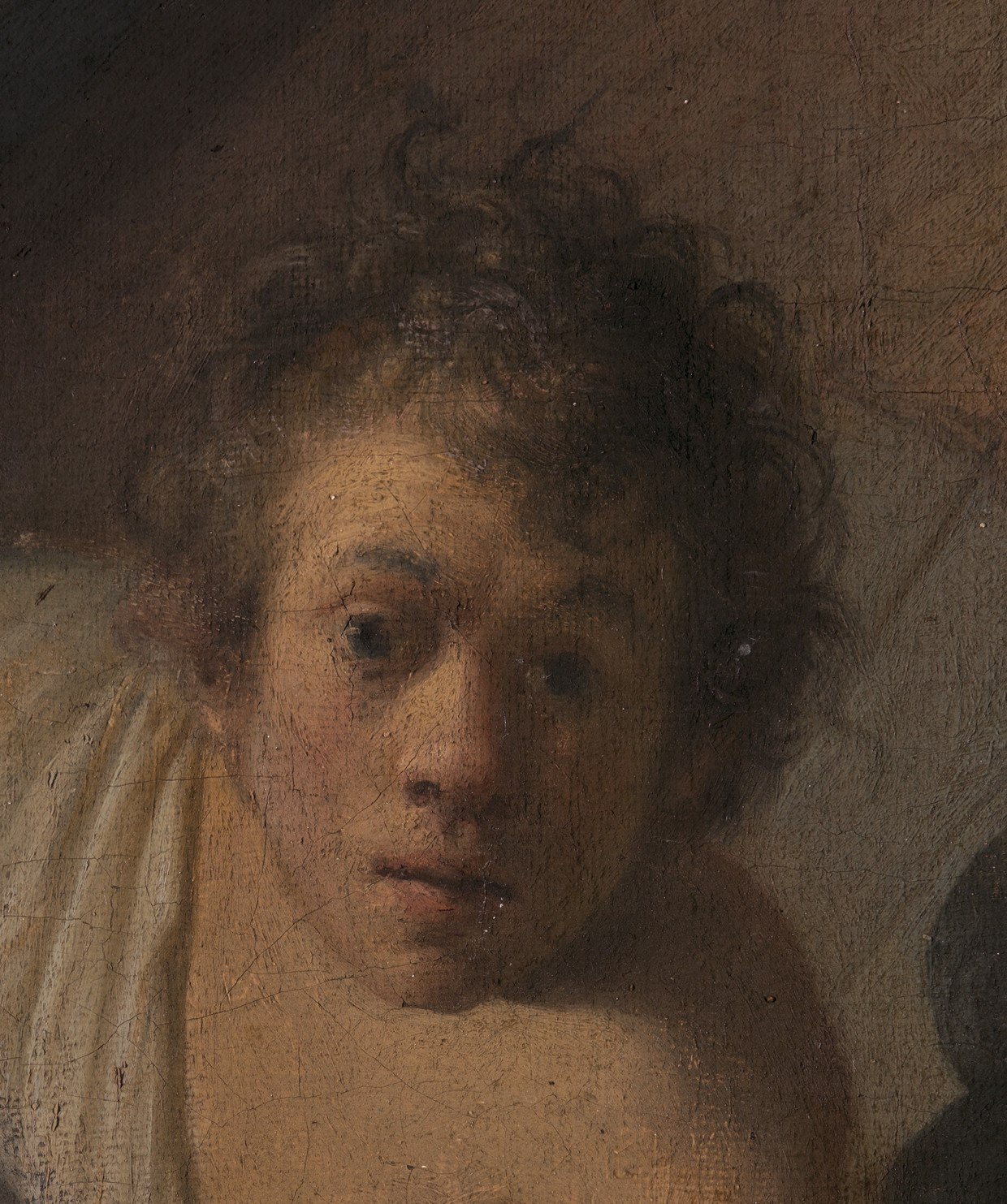
деталь с автопортретом Рембрандта

Атрибуция Рембрандту ван Рейну подтверждается не только анализом стиля, но и наличием на картине двух портретов, которые интерпретируются как автопортрет молодого Рембрандта и возможный портрет его матери. Изображение группы плотно столпившихся фигур напоминает ранние работы Рембрандта, такие как «Изгнание торгующих из храма» и «Избиение святого Стефана». В «Избиении святого Стефана» также присутствует подсветка главных фигур лучом света, падающим с неба; кроме того, в полумраке по левому краю картины изображён наблюдатель, а в неприметном месте помещён автопортрет Рембрандта.

## Исторический фон
Возможно, что Рембрандт научился игре со светом и тенью во время обучения у лейденского художника Якоба ван Сваненбурга, которое он начал в 1620 году и которая впоследствии стала характерной для его творчества и уже в довольно грубой форме проявилось в ранних работах. В нескольких ранних картинах Рембрандта, таких как «Избиение святого Стефана» и «Валаамова ослица», можно увидеть освещение отдельных частей картины лучами света, вырывающимися с неба, что также характерно для картины «Пустите детей приходить ко Мне». Рембрандт неоднократно изображал себя в различных душевных состояниях, видимо, для того, чтобы научиться изображать эмоции для своих исторических картин.

## Аукцион
17 мая 2014 года картина была выставлена на 1029-й аукцион «Alte Meister» кёльнского аукционного дома Lempertz. К ней прилагалось экспертное заключение 1954 года искусствоведа Эрнста Генриха Циммермана, который в то время был генеральным директором бывших Государственных музеев Берлина (Западного) и приписывал картину Говерту Флинку. Атрибуция Флинка была быстро отвергнута, а эксперты, с которыми консультировался аукционный дом Lempertz, дали разные оценки. Так, в каталоге аукциона картина была представлена под названием «Голландский мастер середины XVII века, Пусть дети придут ко мне», в то время как аукционный дом назвал картину работой одного из его преемников из-за явных отголосков картин Рембрандта. Оценка в 15-18 тыс. евро была основана на этом суждении.
В ходе аукциона ставки быстро выросли до 400 000 евро, а один из трех оставшихся претендентов отказался от участия в торгах при цене 900 000 евро. Победителем аукциона, предложившим 1 508 000 евро (вместе с премией покупателю выходит 1 829 800 евро), стал неизвестный участник из Лондона, а вторую по величине ставку сделал американский арт-дилер Отто Науманн. Только после аукциона Lempertz публично связал картину с Рембрандтом.

## Реставрация
Картина подвергалась экспертизе, результаты которой не были опубликованы. Реставрация займёт несколько лет и будет включать в себя удаление перекраски. Поскольку новая краска прилипает к оригиналу сильнее, чем грунтовка, ее удаление — очень трудоемкий процесс. После некоторого времени работы с британским реставратором стало очевидно, что он не справляется с этой работой. Следующим реставратором стал Мартин Бийл, имеющий десятилетний опыт работы с голландскими старыми мастерами и долгое время возглавлявший реставрационную мастерскую в Рейксмузеуме Амстердама. В конце лета 2018 года заказ Бийла был отозван, поскольку Ян Сикс хотел поставить перед ним очень жёсткие временные рамки в связи с планируемой выставкой картины с ноября 2019 года. С тех пор о ходе реставрации больше ничего не известно.

## Восприятие
Благодаря тому, что картина была обнаружена всего несколько лет назад, она еще не упоминалась в искусствоведческой литературе. Её первооткрыватель и новый владелец не делали заявлений в течение четырёх лет с момента проведения аукциона в 2014 году. В конце лета 2018 года голландский арт-дилер Ян Сикс публично заявил о себе как о покупателе. Несколькими месяцами ранее, в мае 2018 года, он стал известен как первооткрыватель и покупатель «Портрета молодого человека» Рембрандта, который он приобрёл на аукционе Christie's в Лондоне двумя годами ранее за 137 тыс. фунтов стерлингов. По словам Сикса, он приобрел картину «Пустите детей приходить ко Мне» с помощью неназванного инвестора. Он утверждает, что Эрнст ван де Ветеринг также считает картину ранней работой Рембрандта. Сикс хотел сохранить право собственности на картину в тайне до завершения реставрации, но был вынужден обнародовать информацию из-за распространившихся слухов о вновь открытом Рембрандте. Он планирует выставить картину в рамках выставки «Der junge Rembrandt — Rising Star» в музее De Lakenhal в Лейдене, которая откроется 2 ноября 2019 года.
Голландский искусствовед Эрнст ван де Ветеринг положительно отозвался о картине в ежедневной прессе, назвав её «огромной находкой». Она представляет собой этап в развитии молодого Рембрандта, а под перекраской скрывается совершенно особенная картина. Вероятно, незаконченная, но не в том смысле, что после реставрации её уже нельзя будет узнать как рембрандтовскую.

## Провенанс
На аукционе в 2014 года первоначально было указано только происхождение: «Немецкая частная собственность», но позже было указано, что картина прибыла из Берлина. На обороте от руки написано «v. Gellhorn». В 2014 году картина была продана аукционным домом Lempertz Яну Сиксу и неназванному инвестору.